# Ambrogio Lorenzetti
Ambrogio Lorenzetti (ur. ok. 1290 w Sienie, zm. 9 czerwca 1348 tamże) – malarz włoski, przedstawiciel szkoły sienieńskiej, zdominowanej przez stylizującą bizantyjską tradycję rozwiniętą przez Duccia i Simone Martiniego.
Ambrogio Lorenzetti wraz z bratem Pietro tworzyli pod wpływem dzieł Giotta. Byli pierwszymi artystami ze Sieny, którzy nawiązywali do realistycznych przedstawień tego florenckiego malarza. Wspólnie stworzyli freski w Palazzo Publico. W swoich eksperymentach z trzecim wymiarem zwiastowali już sztukę renesansu. Ambrogiemu przypisuje się dwa małe obrazy przedstawiające pierwsze w sztuce europejskiej pejzaże. 

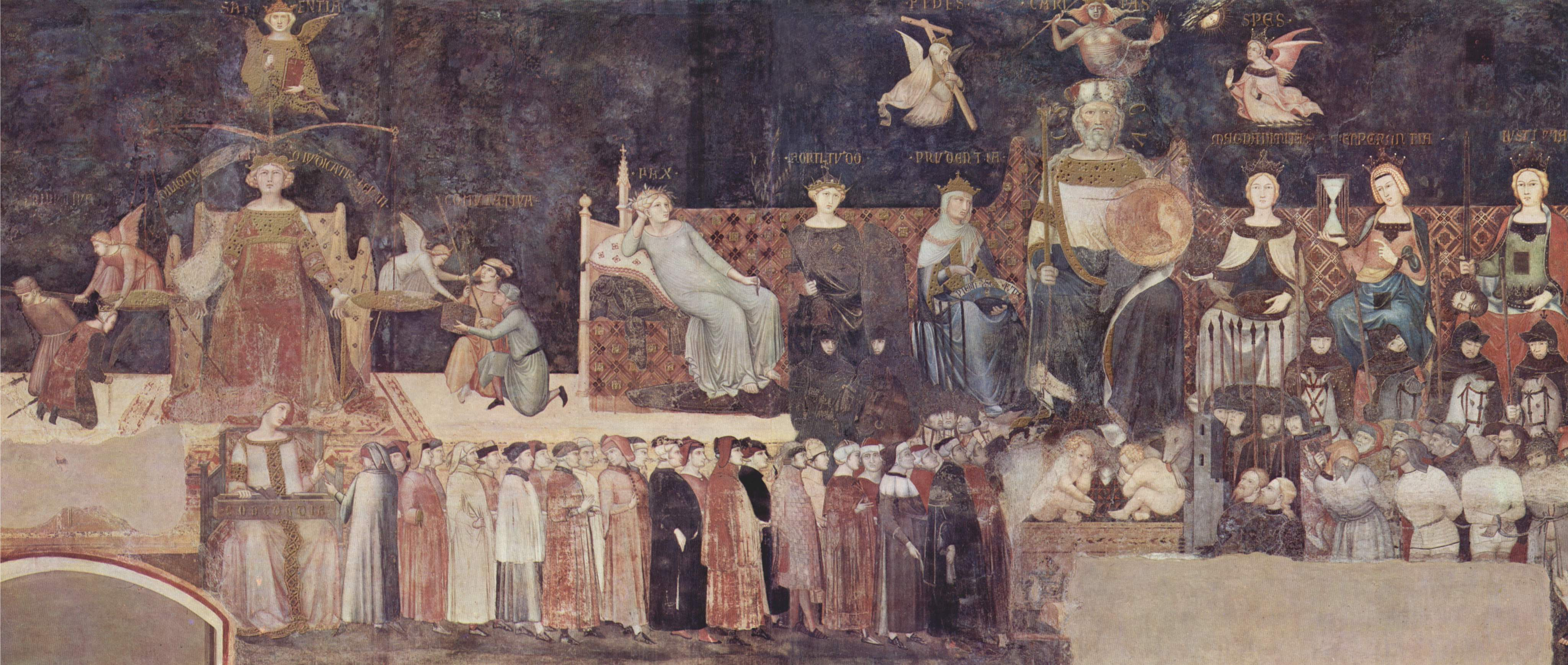
Alegoria dobrych rządów

## Dzieła artysty
Ambrogio, bardziej pomysłowy niż Pietro, jest najbardziej znany z cyklu fresków Dobre i złe rządy powstałych w latach 1338–1339 w Palazzo Pubblico w Sienie, zajmujących trzy ściany sali obrad sieneńskich urzędników. Na cykl składają się sceny:
- Alegoria dobrych rządów
- Skutki dobrych rządów w mieście
- Skutki dobrych rządów na wsi
- Alegoria złych rządów
- Skutki złych rządów w mieście
- Skutki złych rządów na wsi

Namalował również:
- Ofiarowanie w świątyni - 1342, Galeria Uffizi we Florencji)
- Zwiastowanie - 1344, Pinacoteca Nazionale w Sienie, w którym kompozycja nawiązuje do dzieła Simone Martiniego, ale postacie są już realistyczne jak u Giotta.